# East Saltoun e West Saltoun
East Saltoun e West Saltoun sono due piccoli villaggi scozzesi che si trovano nell'area amministrativa dell'East Lothian. Distano approssimativamente 5 miglia (8,0 km) sud-ovest da Haddington e 25 miglia (40,2 km) a est di Edimburgo.
A East Saltoun si trovano numerosi edifici storici inclusa una chiesa gotica del 1805 circa mentre West Saltoun è oramai diventato un villaggio con pochissime case.
Nel 1933 venne chiuso il ramo ferroviario che collegava i due villaggi a Gifford, Haddington e infine a Edimburgo che è stato poi convertito in una pista ciclabile.
Andrew Fletcher di Saltoun, un patriota Scozzese nacque qui nel 1653.